# Slag bij Darbytown en New Market Roads
De Slag bij Darbytown en New Market Roads  vond plaats op 7 oktober 1864 in Henrico County, Virginia tijdens de Amerikaanse Burgeroorlog. Deze slag is ook gekend als de Slag bij Johnson's Farm of de Slag bij Four Mile Creek

## Achtergrond
Tijdens de Slag bij Chaffin's Farm op hadden de Noordelijken op 30 september Fort Harrison veroverd op de Zuidelijken. De Zuidelijke generaal Robert E. Lee reageerde hierop door een aanval uit te voeren op de Noordelijke rechterflank op 7 oktober.

## De slag
De Noordelijke stellingen langs de New Market Road en de Darbytown Road werden bemand door de soldaten van generaal-majoor David B. Birney en brigadegeneraal August Kautz. De Zuidelijke aanval onder leiding van de generaals-majoor Robert Hoke en Charles W. Field was initieel succesvol. Ze slaagden erin om de Noordelijke cavalerie langs de Darbytown Road te verjagen. Ook langs de New Market Road werd de Noordelijke cavalerie verjaagd toen de Zuidelijken hun aanval verder zetten. Tijdens deze gevechten sneuvelde de Zuidelijke bevelhebber brigadegeneraal John Gregg. De Zuidelijke aanval verloor tempo en werd uiteindelijk gestopt door de Noordelijke verdedigers. De Zuidelijken trokken zich volledig terug naar hun eigen stellingen.